# Йожеф Тот (футболіст, 1929)
Йожеф Тот (угор. Tóth József, нар. 16 травня 1929, Ваш, Угорщина) — колишній угорський футболіст, що грав на позиції нападника. По завершенні ігрової кар'єри — тренер.
Виступав, зокрема, за клуб «Чепель», а також національну збірну Угорщини.

## Клубна кар'єра
Вихованець футбольної школи клубу «Чепель».
У дорослому футболі дебютував 1948 року виступами за команду того ж клубу, кольори якої і захищав протягом усієї своєї кар'єри гравця, що тривала чотирнадцять років. Більшість часу, проведеного у складі «Чепеля», був основним гравцем атакувальної ланки команди.

## Виступи за збірну
1953 року дебютував в офіційних матчах у складі національної збірної Угорщини. Протягом кар'єри у національній команді, яка тривала п'ять років, провів у формі головної команди країни дванадцять матчів, забивши п'ять голів.
У складі збірної був учасником чемпіонату світу 1954 року у Швейцарії, де разом з командою здобув «срібло».

## Кар'єра тренера
Розпочав тренерську кар'єру невдовзі по завершенні кар'єри гравця, 1964 року, очоливши тренерський штаб клубу «Капошвар».
Останнім місцем тренерської роботи був клуб «Папаї Текстілес», головним тренером команди якого Йожеф Тот був з 1967 по 1970 рік.

## Титули і досягнення
- Віце-чемпіон світу: 1954